# Eutelia fulvipicta
Eutelia fulvipicta är en fjärilsart som beskrevs av George Francis Hampson 1894. Eutelia fulvipicta ingår i släktet Eutelia och familjen nattflyn. Inga underarter finns listade i Catalogue of Life.